# Ólafsfjörður
Ólafsfjörður (kiejtése: ˈouːˌlafsˌfjœrðʏr̥) város Izland északi részén található az Eyjafjörður fjord szájánál. A város többek közt egy 3,5 kilométer hosszúságú egysávos tengeralatti alagúton keresztül érhető el, amely az Eyjafjordur alatt húzódik. A városban a halászat a legfőbb gazdasági ág, amelynek okán több halásztársaság is itt működteti központját. 
Siglufjörður és Ólafsfjörður települések összeolvadtak és belőlük alakult Fjallabyggð község, melynek neve "hegyi települést" jelent.

## Története
Ólafsfjörður település az 1940-es 1950-es években élte virágkorát, amikor is a heringhalászat felfutott, ám mára a heringek eltűntek a környező vizekből. Ólafsfjörðurt kiépített, burkolt út az 1940-es években érte el, amikor is a korábbi Lágheiðinek nevezett lovasösvényt felválthatta a közúti közlekedés. Korábban hajókkal és lovaskocsikkal oldották meg a szállítmányozást.

## Gazdaság
A városban a turizmus vált a legfőbb gazdasági ágazattá a heringhalászat leépülése után.

## Fordítás
- Ez a szócikk részben vagy egészben  az   Ólafsfjörður című angol Wikipédia-szócikk ezen változatának fordításán alapul.  Az eredeti cikk szerkesztőit annak laptörténete sorolja fel. Ez a jelzés csupán a megfogalmazás eredetét és a szerzői jogokat jelzi, nem szolgál a cikkben szereplő információk forrásmegjelöléseként.